# قطعنامه ۶۳۲ شورای امنیت
قطعنامه ۶۳۲ شورای امنیت سازمان ملل متحد که در تاریخ ۱۶ فوریه ۱۹۸۹ تصویب شد، سندی بین‌المللی دربارهٔ نامبیا است. این قطعنامه طی نشست ۲۸۴۸ام با ۱۵ رای موافق، ۰ مخالف و ۰ ممتنع تصویب شد.